# 石脂鯉
石脂鯉，為輻鰭魚綱脂鯉目脂鯉亞目脂鯉科的其中一個種，為熱帶淡水魚，分布於中美洲巴拿馬太平洋岸淡水流域，體長可達28.5公分，棲息在底中層水域，生活習性不明。

## 扩展阅读
維基物種上的相關：石脂鯉